# Episodi di Ginger
Elenco degli episodi della serie televisiva animata Ginger.
| n° | Titolo originale                 | Titolo italiano                  | Prima TV USA | Prima TV Italia  |
| -- | -------------------------------- | -------------------------------- | ------------ | ---------------- |
| 1  | Ginger the Juvey                 | Ginger e il regalo di compleanno |              | 20 dicembre 2004 |
| 2  | Carl and Maude                   | Carl e Maude                     |              |                  |
| 3  | Stealing First                   | Vacanze sulla neve               |              |                  |
| 4  | Sleep on It                      | Pigiama party                    |              |                  |
| 5  | Of Lice and Friends              | Pettegolezzi in arrivo           |              |                  |
| 6  | Dare I, Darren?                  | Sogni segreti                    |              |                  |
| 7  | Hello Stranger                   | Ciao sconosciuto                 |              |                  |
| 8  | Cry Wolf                         | Gridare al lupo                  |              |                  |
| 9  | The Right Stuff                  | Macie e il grande segreto        |              |                  |
| 10 | Kiss and Make-up                 | Baci e cosmetici                 |              |                  |
| 11 | The 'A' Ticket                   | Esame di scienze                 |              |                  |
| 12 | Come Back, Little Seal Girl      | Tradizione delle migliori amiche |              |                  |
| 13 | Blizzard Conditions              | Bufera di neve                   |              |                  |
| 14 | Déjà Who?                        | Deja vu                          |              |                  |
| 15 | Piece of My Heart                | Pezzo del mio cuore              |              |                  |
| 16 | Season of Caprice                |                                  |              |                  |
| 17 | Season of Caprice                |                                  |              |                  |
| 18 | Season of Caprice                |                                  |              |                  |
| 19 | I Spy a Witch                    | Halloween                        |              |                  |
| 20 | An "Even Steven" Holiday Special | È Natale per tutti               |              |                  |

## Stagione 2
| n° | Titolo originale                    | Titolo italiano                       | Prima TV USA | Prima TV Italia |
| -- | ----------------------------------- | ------------------------------------- | ------------ | --------------- |
| 1  | Never Can Say Goodbye               | Il nuovo look di Darren               |              |                 |
| 2  | Gym Class Confidential              | Lezioni di anatomia                   |              |                 |
| 3  | Fast Reputation                     | Una nuova attività per Carl e Hoodsey |              |                 |
| 4  | The Nurses' Strike                  |                                       |              |                 |
| 5  | Trouble in Gal Pal Land             |                                       |              |                 |
| 6  | Sibling Revile-ry                   |                                       |              |                 |
| 7  | Losing Nana Bishop                  |                                       |              |                 |
| 8  | TGIF                                |                                       |              |                 |
| 9  | Lunatic Lake                        |                                       |              |                 |
| 10 | April's Fools                       |                                       |              |                 |
| 11 | Ms. Foutley's Boys                  |                                       |              |                 |
| 12 | Love with a Proper Transfer Student |                                       |              |                 |
| 13 | Family Therapy                      |                                       |              |                 |
| 14 | New Girl in Town                    |                                       |              |                 |
| 15 | Ginger's Solo                       |                                       |              |                 |
| 16 | Mommie Nearest                      |                                       |              |                 |
| 17 | And She Was Gone                    |                                       |              |                 |
| 18 | No Hope for Courtney                |                                       |              |                 |
| 19 | Next Question                       |                                       |              |                 |
| 20 | Driven to Extremes                  |                                       |              |                 |

## Stagione 3
| n° | Titolo originale       | Titolo italiano | Prima TV USA | Prima TV Italia |
| -- | ---------------------- | --------------- | ------------ | --------------- |
| 1  | Far from Home          |                 |              |                 |
| 2  | Far from Home          |                 |              |                 |
| 3  | Far from Home          |                 |              |                 |
| 4  | Wicked Game            |                 |              |                 |
| 5  | The Easter Ham         |                 |              |                 |
| 6  | About Face             |                 |              |                 |
| 7  | Butterflies Are Free   |                 |              |                 |
| 8  | Butterflies Are Free   |                 |              |                 |
| 9  | Heat Lightning         |                 |              |                 |
| 10 | Fair to Cloudy         |                 |              |                 |
| 11 | Ten Chairs             |                 |              |                 |
| 12 | Stuff'll Kill Ya       |                 |              |                 |
| 13 | Detention              |                 |              |                 |
| 14 | Kiss Today Goodbye     |                 |              |                 |
| 15 | A Lesson in Tightropes |                 |              |                 |
| 16 | Dodie's Big Break      |                 |              |                 |
| 17 | Battle of the Bands    |                 |              |                 |
| 18 | The Wedding Frame      |                 |              |                 |
| 19 | The Wedding Frame      |                 |              |                 |
| 20 | The Wedding Frame      |                 |              |                 |